# Посольство Украины в Сербии
Посольство Украины в Сербии (укр. Посольство України в Сербії, серб. Амбасада Украјине у Београду) — дипломатическое представительство Украины в Сербии, расположенное в столице Сербии городе Белграде.

## Задачи посольства
Основная задача Посольства Украины в Белграде представлять интересы Украины, способствовать развитию политических, экономических, культурных, научных и других связей, а также защищать права и интересы граждан и юридических лиц Украины, которые находятся на территории Сербии.
Посольство способствует развитию межгосударственных отношений между Украиной и Сербией на всех уровнях, с целью обеспечения гармоничного развития взаимных отношений, а также сотрудничества по вопросам, представляющим взаимный интерес. Посольство выполняет также консульские функции.

## История дипломатических отношений
Дипломатические отношения на уровне посольств между Украиной и Союзной Республикой Югославией (СРЮ) были установлены 15 апреля 1994 года. В 1995 году было торжественно открыто первое Посольство Украины в Союзной Республике Югославия. Посольство размещалось по адресу: Белград, улицы Иосифа Словенского. Впоследствии Посольство переселилось в новое помещение по адресу: Белград, бульвар Освобождения 87. 1 декабря 2009 года правительство Украины приобрело новое здание под посольство Украины в Белграде по адресу улице Пае Адамова 4.

## Руководители дипломатической миссии
- Прокопович Вячеслав Константинович (1919)
- Микитей Григорий Йосипович[укр.] (1919—1920)
- Примаченко Вадим Викторович[укр.] (1992—1995), генеральный консул
- Примаченко Вадим Викторович (1995—1996), временный поверенный
- Примаченко Вадим Викторович (3 июля 1996 — 1 апреля 1998)[2][3], посол
- Фуркало Владимир Васильевич[укр.] (15 октября 1998 — 12 ноября 2001)[4][5]
- Шостак Анатолий Николаевич[укр.] (15 ноября 2001 — 18 июня 2003)[6][7]
- Демченко, Руслан Михайлович (18 августа 2003 — 17 мая 2005)[8][9]
- Олейник Анатолий Тимофеевич[укр.] (3 ноября 2005 — 15 июля 2009)[10][11]
- Недопас Виктор Юрьевич[укр.] (15 июля 2009 — 11 октября 2013)[12][13]
- Кириченко Александр Васильевич (2013—2014) временный поверенный
- Джигун Николай Валерьевич (2014—2015) временный поверенный
- Александрович Александр Ярославович[укр.] (2 июня 2015 — 13 декабря 2021)[14][15]
- Толкач Владимир Сергеевич (с 13 декабря 2021)[16]